# Rudolfov (Liberec)
Rudolfov – część miasta ustawowego Liberec. Znajduje się w północno-wschodniej części miasta. Zarejestrowanych jest tutaj 72 adresy i mieszka na stałe około 150 osób.